# Humbert Lundén
Anders Pontus Humbert Lundén (Göteborg, 7 de gener de 1882 - Estocolm, 5 de febrer de 1961) va ser un regatista suec que va competir a començaments del segle xx.
El 1912 va prendre part en els Jocs Olímpics d'Estocolm, on va guanyar la medalla d'or en la categoria de 10 metres del programa de vela. Lundén navegà a bord del Kitty junt a Filip Ericsson, Carl Hellström, Paul Isberg, Herman Nyberg, Harry Rosenswärd, Erik Wallerius i Harald Wallin.